# Coucou des Philippines
Hierococcyx pectoralis
Espèce
Synonymes
- Cuculus pectoralis
- Cuculus fugax pectoralis

Statut de conservation UICN

 LC  : Préoccupation mineure
Le Coucou des Philippines (Hierococcyx pectoralis) est une espèce de coucous, oiseaux de la famille des Cuculidae, endémique des Philippines.
C'est une espèce monotypique (non subdivisée en sous-espèces), considérée par certains auteurs comme une sous-espèce de Hierococcyx fugax.